# Посольство Кулмухаммеда
Посольство Кулмухаммеда (1594) — посольство правителя Казахского ханства Тауекеля в Москву. Миссией посольства были установление тесных дружественных отношений с Россией, заключение с ней военного союза, освобождение из русского плена племянника Тауекеля Ораз-Мухаммада. Посол Кулмухаммед прибыл в Москву в конце 1594 года. Россия в эти годы воевала с Сибирским ханством Кучума, которого активно поддерживал правитель государства Шибанидов в Центральной Азии Абдаллах-хан. Поход Тауекеля против Абдаллах-хана воспрепятствовал оказанию им помощи Кучуму, поэтому правительство России приняло казахских послов благосклонно. Однако в ответ на их просьбу о выделении казахам огнестрельного оружия Москва потребовала военных действий Казахского ханства против Кучум-хама и Абдаллах-хана. Кулмухаммед заверил Москву в том, что военные действия казахов против Абдаллах-хана будут продолжены. На просьбу об освобождении из плена Ораз-Мухаммеда царское правительство ответило, что выполнит эту просьбу, если вместо него заложником (аманатом) Тауекель отправит в Москву своего сына Усейн-султана. Казахскому хану было обещано вооружение, поддержка, но взамен русское правительство потребовало подчинения казахских земель России. В Казахское ханство русское правительство отправило вместе с Посольством Кулмухаммеда посольство В.Степанова. Также с ними к Тауекелю выехал один из членов посольства государства Сефевидов, с которыми Кулмухаммед установил связи в Москве. Сефевиды также воевали с Шибанидом Абдаллах-ханом и искали союзника, которым могло стать Казахское ханство. Посольство Кулмухаммеда благополучно вернулось в казахские степи, однако требования и условия русского царя были признаны Тауекель-ханом невозможными и были отклонены. Взаимоотношения с Россией правитель казахов рассматривал, как равный военно-политический союз двух государств против Шибанидов не предполагающий потерю Казахским ханством политической независимости.